# Mentenanță
Mentenanța reprezintă un ansamblu de activități tehnico-organizatorice care au ca scop menținerea sau restabilirea unui echipament/sistem (engl. item) într-o stare specifică pentru ca acesta să fie în măsura de a asigura un serviciu determinat. Cuvintele-cheie din această definiție au următoarele semnificații: „menținere” - se referă la continuitatea funcționalității unui echipament strategic, periculos sau care constituie obiectul unor verificări obligatorii; „restabilire” - se referă la reluarea funcționalității unui echipament, după ce acesta a suferit o întrerupere. În acest caz este vorba de o mentenanță corectivă. Conform normei europene EN 13306:2001, mentenanța este ansamblul tuturor acțiunilor tehnice, administrative și de management, în timpul ciclului de viață al unui echipament/sistem, destinate pentru menținerea sau restabilirea acestuia într-o stare în care să-și poată îndeplini funcția impusă (necesară).Altă definiție este formulată de DOD Dictionary of Military and Associated Terms: Prin mentenanță  se înțeleg orice activități cum sunt inspecții, teste, măsurători, înlocuiri, ajustări și reparații care sunt destinate pentru a menține și restabili o unitate funcțională într-o stare specificată în care unitatea să-și poată efectua funcțiunile necesare sau să-și restabilească aptitudinea de efectuare a serviciului (l. engl. serviceability). Un serviciu de mentenanță al unei întreprinderi poate fi determinat, de asemenea,  să participe la studii de ameliorare a procesului industrial și trebuie să ia în considerare numeroase restricții cum sunt calitatea, securitatea, mediul, costurile etc. În domeniul informaticii, mentenanța se definește ca fiind procesul prin care se iau măsurile corespunzătoare pentru ca un echipament, un program sau un sistem de baze de date să funcționeze corect și să fie actualizat.
În domeniul tehnicii militare, mentenanța este definită ca fiind activitatea care are ca obiect menținerea în stare operațională a unei flote, a unei armate.
Agenția AAP-6 de Standardizare a NATO, într-un Glosar de termeni și definiții oferă o amplă definiție: „Mentenanța este ansamblul măsurilor luate pentru a pune sau repune materialul [sistemul/echipamentul] într-o stare specificată, până la sfârșitul folosirii sale, incluzând controlul, încercările, întreținerea, modificările, reparația, restaurarea, recondiționarea, reutilizarea, recuperarea și prelevarea unor piese din produse pentru a repara alte echipamente și vehicule deteriorate.”
Noțiunea formalizată de "mentenanță" a apărut în industria  producției de bunuri către sfârșitul anilor 1970. În literatura de specialitate din România, termenul mentenanță a fost utilizat cu precădere după anul 1989, până la acea dată fiind substituit cu "întreținere și reparații". 

## Tipuri de mentenanță
Se deosebesc mai multe tipuri posibile de mentenanță:
- Mentenanța corectivă  urmărește repunerea în funcțiune a sistemelor defecte, după ce acestea au suferit o defectare parțială sau o pană, prin activități de localizarea defectelor, diagnoză și de eliminare a defecțiunilor apărute, urmate  de controlul bunei funcționări. Activitățile de mentenanță corectivă impun existența unei strategii de gestiune a magaziilor de piese de schimb. În cadrul depozitelor de piese de schimb, gestiunea se bazează pe un calcul de estimare a numărului pieselor de schimb, pe baza frecvenței defectărilor. Parametrii care permit abordarea mentenanței corective sunt furnizați de analiza de fiabilitate, de FMEA (FMEA = Failure mode and effects analysis, în trad. Analiza modurilor de defectare și a efectelor lor- AMDE ). Procedura de analiză AMDE (FMEA) este reglementată  de standardul SR EN 60812 CEI 60812: 2006. Activitățile de mentenanță corectivă se efectuează în ordinea următoare: 1) testare, prin compararea datelor achiziționate cu niveluri de referință; 2) detectare, deci descoperirea apariției unei defectări; 3) localizarea elementelor prin care se manifestă defecțiunea; 4) diagnostic constând în analiza cauzelor defectării; 5) reparare pentru repunerea în stare de bună funcționare; 6) controlul bunei funcționări; 7) înregistrările rezultatelor intervenției, pentru exploatarea lor ulterioară.
- Mentenanța paliativă presupune activități de mentenanță corectivă, destinate a permite unui mijloc de producție, în mod provizoriu, îndeplinirea integrală sau parțială a funcțiilor sale.[7]În mod curent implică acțiuni de depanare, cu caracter provizoriu, care trebuie urmate în cel mai scurt timp de acțiuni corective, ce trebuie să suprime definitiv cauzele generatoare de defecte.
- Mentenanța preventivă reprezintă un sistem de întreținere planificată, ce are ca scop menținerea sistemelor tehnice, în condiții normale de funcționare, prin inspecție sistematică, detecție, lubrificare, curățire și înlocuirea sistematică a elementelor cu anumite grade de defectare, împreună cu executarea unor operațiuni de revizie periodică și de reglare. Mentenanța preventivă se abordează plecând de la planul de mentenanță, care identifică sarcinile de mentenanță  și intervalele corespunzătoare , în funcție de timpii de funcționare sau de cicluri de funcționare. Mentenanța preventivă include mentenanță programată.
- Mentenanța preventivă sistematică constă în efectuarea la intervale de timp prestabilite sau după un număr definit de unități de utilizare, a uneia sau a mai multor operații specificate într-un plan tehnic normat de intervenții,  însă fără controlul prealabil al stării sistemului/echipamentului. De exemplu, schimbarea bujiilor unui autovehicul la fiecare 25000 km parcurși este o operație tipică de mentenanță preventivă sistematică.[8]Prin mentenanța preventivă sistematică, componente sau părți dintr-un echipament/sistem sunt înlocuite la date prestabilite, indiferent de vârsta componentei/părții care va fi înlocuită.
- Mentenanța condițională este o mentenanță preventivă bazată pe monitorizarea performanțelor și/sau a parametrilor semnificativi, integrând acțiunile care decurg. Mentenanța condițională este efectuată după ce unul sau mai mulți indicatori care indică valoarea unei mărimi arată că echipamentul este pe punctul de a se defecta sau că performanțele echipamentului se înrăutățesc. Mentenanța condițională se bazează pe folosirea datelor în timp real pentru a prioritiza și optimiza resursele de mentenanță.

- Mentenanța programată este o mentenanță preventivă executată după un calendar prestabilit sau după un număr definit de unități de utilizare. În l. engl. este denumită uneori mentenanță planificată.
- Mentenanța predictivă este o mentenanță condițională executată urmărind previziunile extrapolate ale analizei și evaluării parametrilor semnificativi ai degradării echipamentului/sistemului și permite întârzierea și planificarea intervențiilor.

- Mentenanța productivă totală  (TPM) , în industrie, este un sistem de menținere și îmbunătățire a integrității sistemelor de producție și a sistemelor calității, prin mașini, echipamente și angajați care adaugă valoare pentru o organizație. TPM se concentrează pe menținerea tuturor echipamentelor în stare de funcționare, pentru a evita defecțiunile și întârzierile în procesele de fabricație. Seiichi Nakajima (1919--2015) este considerat părintele TPM. Conceptul TPM este similar cu "Managementul calității totale (TQM)"  și are ca obiectiv principal mărirea eficienței generale a echipamentelor unei uzine. Obiectivele directe ale TPM  sunt :

--zero opriri accidentale ale utilajelor și instalațiilor;
--zero accidente de muncă.

## Mentenanța condițională
Mentenanța condițională este o mentenanță preventivă aplicată în funcție de starea/condiția echipamentului, fiind subordonată unor informații necesare diagnosticării condiției acestuia (autodiagnostic, informația transmisă de un senzor, măsurarea unui grad de uzură etc.) Astfel de informații pot include nivelul de zgomot, de viteză, de debit, de temperatură, de vibrații, de poziție, de repetabilitate etc. Majoritatea senzorilor și echipamentelor de monitorizare se bazează pe modele vibratorii, electrice, hidraulice, pneumatice, corosive, de uzare, de mișcare etc.
Aplicațiile principale actuale ale mentenanței condiționale există în domeniul industriilor de proces. Monitorizarea echipamentelor/sistemelor se poate face, de exemplu:
- prin urmărirea vibrațiilor echipamentului; astfel pot fi sesizate până la 80% din defecțiunile survenite la echipamente rotative simple: electromotoare, ventilatoare, pompe centrifuge;
- prin analiza lubrifianților, pentru a se constata gradul de degradare/contaminare a acestora;
- prin măsurări termografice în infraroșu, pentru a se detecta: încălziri anormale, apariția efectului Joule (de exemplu, la linii electrice de înaltă tensiune, la contacte electrice fără presiune adecvată, la dezechilibrarea fazelor etc.), evaporarea (de exemplu, în domeniul industriei hârtiei), frecările (de exemplu, la rulmenți uzați sau blocați). Tehnica în infraroșu permite efectuarea de măsurări în locuri dificile și impracticabile pentru a introduce instrumente de măsură de contact. Intensitatea emisiei infraroșu depinde de temperatura suprafeței.

Perfecționarea senzorilor pentru monitorizarea funcționării sistemelor a avut ca rezultat utilizarea lor în foarte multe domenii. De exemplu, multe dintre mărcile moderne de automobile sunt echipate cu sisteme electronice de diagnosticare care indică momentele în care automobilul trebuie dus la service, necesitatea schimbării uleiului, a filtrului etc.

## Parametri cantitativi de mentenanță/mentenabilitate
În standarde sunt exemplificați diferiți timpi de mentenanță și costuri aferente, care depind de capacitatea sistemului/echipamentului de a fi menținut sau repus în funcțiune, precum și de mijloacele logistice de mentenanță, după cum urmează:
- timp mediu de reparare activ (MART --Mean  Active Repair Time) este timpul de mentenanță corectivă pentru asigurarea fiabilității echipamentului;
- timpi medii de mentenanță preventivă activă;
- numărul mediu de ore-om de mentenanță pe oră de funcționare (MMH/OH = Mean Maintenance Hours/Operating Hour);
- durata medie de indisponibilitate datorită reparării pe oră de funcționare;
- durata medie de indisponibilitate pe oră de funcționare datorată mentenanței preventive;
- interval între controale de rutină;
- costul mentenanței pe ora de funcționare;
- numărul de personal pentru acțiunea de mentenanță;

- costul logisticii de mentenanță pentru ciclul de viață.

Timpul mediu de reparare este unul dintre indicatorii cei mai utilizați ai mentenanței și mentenabilității și include următoarele elemente:
-- timp pentru diagnostic (detectarea defectului, localizarea cauzei defectului etc);
-- timpi de întârzieri tehnice (întârzieri curente: timp de montare, răcire, interpretarea și utilizarea informațiilor etc.);
-- timpi pentru repunerea în funcțiune (dezasamblare, interschimbare, reasamblare, reglare etc.);
-- timpi pentru verificarea finală (proceduri de încercare, dacă sunt necesare).
Mai sunt utilizați ca indicatori: MTBF (mean time between failures), durata medie între defecțiuni reprezintă intervalul mediu de timp, care se scurge până când o piesă sau un sistem se defectează sau necesită întreținere; MTBO (mean time between overhauls) =timpul mediu între revizii.
Mijloacele logistice de mentenanță, care influențează timpii de mentenanță se referă la personalul din compartimentul de Mentenanță (în România acest compartiment este denumit și "Mecanic-șef"), instruire, stocuri de piese de schimb, utilități curente etc.

## Sisteme de organizare a reparării utilajelor
Au fost elaborate două sisteme de întreținere și reparare a utilajelor: 1) sisteme de reparare pe baza constatărilor; 2) sistem de reparare preventiv-planificat.
Sistemul de reparare pe baza constatărilor presupune stabilirea datelor de oprire a utilajelor pentru intrarea lor în reparații, în urma monitorizării modurilor de defectare a utilajelor de către personal specializat. Sistemul de reparare preventiv-planificat asigură două caracteristici pentru ansamblul măsurilor de întreținere și reparare: a) caracteristica profilactică; b) caracterul planificat. Caracteristica profilactică rezultă din adoptarea de măsuri de întreținere și control care urmăresc să prevină posibilitatea apariției unei uzuri premature. Caracterul planificat este datorat faptului că lucrările de întreținere și reparații se efectuează la date calendaristice stabilite anterior.
Sistemul de  reparare preventiv- planificat include următoarele categorii de intervenții tehnice:
- întreținerea și supravegherea zilnică a utilajului;
- revizia tehnică Rt;
- reparații curente de grad I și II, Rc1 și Rc2;
- reparația capitală RK cuprinde activități complexe de mentenanță a produselor , precum revizuirea completă a produselor, demontarea tuturor părților componente, verificarea completă a componentelor care se pot defecta și înlocuirea componentelor uzate.

## Costurile mentenanței
Costurile mentenanței includ cheltuielile implicate de funcționarea compartimentului Mentenanță, care se referă la costurile manoperei, ale diferitelor subcontractări ale mentenanței către alte organizații, costurile pieselor de schimb și ale materialelor consumabile: lubrifianți, vaseline etc., costurile transportului pieselor de schimb.
Costurile ineficacității mentenanței includ:
- vătămările corporale grave ale personalului, datorate insecurității;

- indisponibilizarea echipamentelor, precum și costul măsurilor de înlocuire adoptate;
- penalizări contractuale;
- stocuri intermediare (de exemplu, stocuri de producție neterminată, datorate defectării utilajelor);
- echipamente excedentare;
- non--calitatea imputabilă mentenanței deficitare (produse neconforme, reprelucrări, rebuturi, reclasări ale produselor neconforme, retururi etc.);

Cel mai frecvent, costurile ineficacității mentenanței cuprind doar costurile indisponibilizăriii echipamentelor. Evaluarea tuturor costurilor ineficacității mentenanței se face prin cuantificarea tuturor elementelor de cost mai sus menționate.
Costurile activității de mentenanță pot fi clasificate după mai multe criterii:
- după natura lor:

1. pentru salarizarea personalului;
2. costul echipamentelor și utilajelor de mentenanță;
3. costurile pentru produse și materiale consumabile pentru mentenanță (piese de schimb, lubrifianți etc.);

- după destinație:

1. pentru pregătirea  activităților de mentenanță (studii, metode, ordonanțare...)
2. pentru intervenții de mentenanță;
3. pentru stocarea articolelor ce aparțin nomenclaturii entităților supuse mentenanței;
4. pentru formarea personalului de mentenanță;

- după tipul sistemului de mentenanță:

1. costuri pentru mentenanță preventivă sistematică/condițională;
2. costuri pentru mentenanță corectivă;
3. costuri pentru revizii, modernizări sau reconstruiri;

## Analiza modurilor de defectare și a efectelor --FMEA
Analiza modurilor de defectare și a efectelor  lor--FMEA (acronimul pentru denumirea în l.engleză: Failure mode and effects analysis) este o metodă sistematică, structurată de analiză a defectărilor, folosită deseori în studiile de analiză a fiabilității sistemelor. Această metodă permite analizarea critică a fiecărui subansamblu, element sau componentă a unui produs (utilaj, instalație etc.) pentru a constata modurile reale sau potențiale de defectare, cauzele posibile ale defectărilor, consecințele defectărilor asupra funcțiilor produsului, modurile și mijloacele necesare pentru a se evita sau a limita aceste consecințe. Această metodă este utilizată în special în faza de proiectare a unui produs, pentru a identifica defectele potențiale ale produsului, însă poate fi utilă și în faza de mentenanță, în scopul definirii acțiunilor ulterioare de întreținere preventivă, pentru evaluarea mărimii necesare a stocului de piese de schimb etc. Principalele etape de bază în realizarea metodei FMEA sunt următoarele:
- definirea condițiilor de performanță ale produsului/sistemului;
- descompunerea/divizarea produsului la nivel funcțional (în diferite funcții care vor trebui să fie îndeplinite de diferitele blocuri funcționale);
- identificarea posibilităților de apariție a defectelor, a frecvenței de apariție și a efectelor acestor defecte asupra funcționării produsului;
- identificarea cauzelor de defectare  care vor apărea în timpul exploatării viitoare;
- stabilirea probabilității de detectare a defectelor, pentru fiecare defect potențial;
- se stabilesc acțiunile preventive și acțiunile corective de mentenanță pentru repunerea în funcțiune a produsului.

O variantă a acestei tehnici este FMECA (Failure mode, effects and criticality analysis) adică analiza modurilor de defectare, a efectelor și a criticității lor, la care suplimentar se evaluează gravitatea (criticitatea) defectării. În l. franceză această tehnică are sigla AMDEC. FMECA ,respectiv AMDEC este o metodă de analiză  previzională a fiabilității, mentenabilității și securității sistemelor (produse, echipamente, procese etc.). Metoda FMECA tinde să fie preferată în dezvoltarea programelor spațiale și în aplicații militare ale NATO, în timp ce diferitele forme ale FMEA predomină în alte industrii.

## Mentenanța centrată pe fiabilitate
Mentenanța centrată pe fiabilitate (Reliability Centered Maintenance --RCM) este un proces aplicat pentru stabilirea nivelurilor minime de mentenanță, pentru obținerea siguranței produsului. RCM poate fi utilizat pentru a elabora o strategie de mentenanță eficientă ca și costuri, pentru a adresa cauzele predominante ale defectării sistemelor/echipamentelor.
Este o abordare sistematică pentru definirea unui program de mentenanță de rutină, compus din activități cu costuri eficiente, care ar trebui să păstreze funcțiunile importante. 
Analiza RCM permite identificarea activităților de mentenanță preventivă necesare unui echipament/sistem și stabilirea intervalelor de timp între efectuarea activităților de mentenanță preventivă (sau programată). Unul dintre obiectivele fundamentale ale analizei RCM este de a dezvolta un program de mentenanță care va asigura mărirea fiabilității sistemului. În esență, o activitate de mentenanță ar trebui să fie implementată înainte de apariția defectării componentei respective. O analiză RCM este condusă pentru a determina ce activități de mentenanță preventivă ar trebui efectuate pe parcursul ciclului de viață.
Standardul MIL--STD--2173oferă un ghid pentru analiza RCM. În prezent, RCM este definit în standardul SAE JA1011, Evaluation Criteria for RCM Processes. Acest standard stabilește criteriile minime pe care orice proces de mentenanță ar trebui să le satisfacă pentru a fi considerat RCM. Elaborarea procesului de mentenanță RCM trebuie să înceapă cu rezolvarea următoarelor probleme, în ordinea următoare.
- Care este obiectul (itemul) previzionat a se realiza și standardele sale de performanță ?
- În ce moduri se poate defecta în raport cu funcțiunile necesare ?
- Care sunt evenimentele care pot cauza fiecare defecțiune ? În acest context, orice eveniment este o afirmație despre cauza defectării unei componente.
- Ce se întâmplă când apare fiecare defecțiune ?

- Ce importanță are fiecare defectare ?

- Ce activități sistematice pot fi efectuate proactiv pentru a preveni sau diminua într-un grad satisfăcător consecințele (efectele) unei defectări ?
- Ce trebuie să se facă dacă o activitate preventivă potrivită nu s-a putut identifica ?

Analiza RCM va utiliza informațiile generate de FMEA (vezi Secțiunea : Analiza modurilor de defectare și a efectelor--FMEA), pentru a identifica ce componente hardware au cel mai mare efect asupra fiabilității și disponibilității echipamentului/sistemului, prin identificarea modurilor probabile de defectare. Deoarece modelele de defectare a echipamentelor electronice prezintă în general o rată a defectărilor constantă, analiza RCM are cel mai mare impact asupra activităților de mentenanță ale  produselor electromecanice și mecanice.
Procesul logic al RCM ia în considerare sarcinile de mentenanță referitoare la trei domenii :
- Înlocuirea programată, acolo unde există degradare din cauza vechimii sau uzării, înainte ca o defecțiune funcțională să poată fi prevenită printr-o sarcină de înlocuire/revizie generală la un interval predeterminat, fixat (în general în funcție de timpul operațional sau pentru sisteme aviatice în ore de zbor)
- Mentenanța în starea satisfăcătoare (en:on-condition maintenance) acolo unde există degradare, înainte ca o defecțiune funcțională să poată fi detectată prin inspecții și evaluări periodice
- Monitorizarea stării subsistemelor unde există degradare, înainte ca o defecțiune funcțională să poată fi detectată în timp suficient, de către  instrumentație (de exemplu, indicatoare de temperatură, presiune, vibrații).

În cazul sistemelor aviatice, monitorizarea stării subsistemelor prezintă următoarele avantaje:
- Indicarea imediată a defecțiunii
- Securitate de zbor sporită
- Eficacitate mărită a misiunii
- Disponibilitate mărită
- Timpi de testare reduși
- Mentenanță redusă, în ore-om/ore de zbor
- Diagnoză redusă a defectelor incorecte
- Cerințe mai reduse a nivelului de competențe.[11]

Procesul de analiză logică completă a RCM implică patru faze majore:
Faza 1: Efectuarea analizei modurilor de defectare pentru a identifica obiectele (itemurile) critice, în particular itemul final, de exemplu, motor, transmisie, sistemul de rotori etc.;
Faza 2: aplicarea logicii de decizie RCM la fiecare item critic, cu scopul de a selecta combinația optimă a sarcinilor înlocuirii programate, mentenanței în stare satrisfăcătoare și a monitorizării stării sau cu scopul de a determina dacă este necesară o reproiectare;
Faza 3: implementarea deciziilor RCM prin definirea sarcinilor și cerințelor specifice, precum și a intervalelor adecvate pentru implementarea lor și prin dezvoltarea datelor necesare pentru analiza logisticii;
Faza 4: aplicarea eforturilor susținute de inginerie, utilizând datele actuale experimentale fiabilitate hardware- îmbătrânire pentru a optimiza procesul.
Procesul logic al RCM se aplică la fiecare item critic și sunt efectuate aprecieri asupra necesității diferitelor sarcini de mentenanță. Sarcinile considerate a fi necesare, împreună cu intervalele determinate a fi adecvate, formează programul de mentenanță programat.
Logica RCM este aplicată inițial în timpul procesului de dezvoltare la piesele critice și modurile de defectare a acestora sunt identificate prin tehnica analizei modurilor de defectare și a efectelor (FMEA). Datele experimentale actuale/reale sunt utilizate ulterior, după dezvoltare, ca parte a unui efort inigineresc susținut pentru a elimina decizii de opțiune prestabilită (en: default) și a optimiza programul.
Deciziile RCM sunt implementate prin definirea cerințelor specifice pentru fiecare sarcină selectată și determinarea intervalelor corespunzătoare pentru implementarea lor. Sarcinile cuprind lubrificarea și întreținerea, verificări operaționale, inspecții, reprelucrări și înlocuiri, după cum este necesar, pentru a reflecta deciziile și acțiunile care rezultă din procesul de analiză logică.
- Analiza defectelor

Pentru a putea identifica rapid un defect și, apoi, pentru a efectua reparația unui echipament sunt necesare o comunicație susținută între  compartimentele "producție" și "mentenanță" (sau "întreținere și reparații") , o bună cunoaștere a echipamentelor de producție , precum și aplicarea metodei "Analiza defectelor". Principalele etape ale acestei metode sunt următoarele:
- analizarea situației existente - prin colectarea de informații de la operatorii echipamentului;
- stabilirea unui diagnostic și identificarea cauzelor posibile prin aplicarea metodei "Analiza arborelui de defecte" (vezi  standardul SR EN 61025: 2007);
- verificarea cauzelor posibile pentru a stabili cauza probabilă --prin intermediul testelor, măsurărilor și al comparațiilor;
- repararea echipamentului în scopul eliminării acestei cauze;
- identificarea cauzei inițiale (a cauzei probabile verificate), verificarea și eliminarea acesteia;
- stabilirea consecințelor secundare și eliminarea lor (această etapă se parcurge, de obicei, simultan cu utilizarea metodei FMEA, pentru a se stabili dacă această cauză inițială nu a generat și alte defecte);
- verificarea tuturor echipamentelor similare existente, pentru a efectua modificările necesare;
- înregistrarea în fișa mijlocului fix a caracteristicilor defectului constatat și a modificărilor efectuate.

## Manual de mentenanță
Manualul de mentenanță este un document care conține instrucțiuni tehnice destinate să mențină un item sau să-l restaureze în starea în care să-și poată îndeplini funcțiunile cerute. Conform standardului britanic BS EN 13460: 2002manualul de mentenanță ar trebui să includă următoarele informații:
- data editării manualului
- acțiuni de mentenanță preventivă

--inspecții
--calibrare/ajustare
--înlocuiri de piese defecte
--ungere
- proceduri pentru:

--detectarea defecțiunilor
--demontare/montare
--reparare
--ajustare
- diagrama cauză--efect (diagrama lui Ishikawa)
- unelte speciale necesare
- recomandări pentru piese de schimb
- cerințe pentru siguranță (engl. safety), de exemplu: semnale, readucere în stare de funcționare, controlul sursei de energie...

## Metode de evaluare a timpilor de reparare
Duratele lucrărilor de reparații trebuie estimate pentru fiecare fază a reparației, ca de exemplu: pregătirea, localizarea defectelor, reînlocuiri, ajustări/calibrări, control, verificarea și pregătirea utilajului/echipamentului pentru utilizare operațională.
Există mai multe metode de evaluare a timpilor de reparare: prin experimentare, prin examinarea documentelor tehnice și prin diagrama de mentenanță tip arbore.
Metoda experimentală prevede culegerea de informații în timpul funcționării utilajului privind momentele apariției defectărilor, identificarea elementelor înlocuite sa u repuse în funcțiune și timpii consumați în aceste scopuri, detalii asupra condițiilor de solicitare și de mediu.
Metoda diagramei de mentenanță tip arbore constă din analiza unei operații de mentenanță, analiză care se referă la trei faze principale:
--faza localizării defectului, printr-o succesiune de măsurători,  făcute într-o ordine logică și eficace, prin localizarea cât mai rapidă a defectului, ca loc și natură a acestuia;
--faza de reparare care este reprezentată de înlocuirea efectivă a elementului defect;
--faza de etalonare  și control, constând în verificarea sistemului și stabilirea conformității cu caracteristicile inițiale, după remedierea defecțiunii.
Așadar, diagrama de mentenanță tip arbore (denumită și arborescentă) este o reprezentare grafică a unei operații logice de mentenanță corectivă sau preventivă, furnizând procedurile calitative și cantitative necesare acestei operații de mentenanță. Eficacitatea unei diagrame de mentenanță tip arbore va fi cu atât mai mare cu cât ordinea diferitelor măsurători va fi aleasă astfel încât să ofere un maxim  de informații, în vederea diagnosticării finale, cu un număr minim de măsurători. Deci, trebuie determinată măsurătoarea cea mai reprezentativă care să fie efectuată cea dintâi, astfel ca din aproape în aproape, ținându-se seama de informația măsurării precedente, să se ajungă la defect.

## Mentenanța unui sistem informatic pur software
În cazul unui sistem informatic pur software (fără componente hardware) care include o aplicație dezvoltată la cerere și diverse integrări (interoperabilități) cu alte sisteme, putem discuta despre trei tipuri principale de mentenanță – corectivă, preventivă și evolutivă – în raport cu garanția, costurile și obligațiile părților. Mai jos este o detaliere particularizată pentru contextul de software-only, cu referire explicită la update-uri, securitate, calitate/performanță/scalabilitate, High Availability (HA) și Disaster Recovery (DR).

#### 1. Mentenanța Corectivă (Corrective Maintenance)
- Ce înseamnă
  - Rezolvarea problemelor apărute în funcționalitățile deja livrate și acceptate (bug-uri, erori de implementare, disfuncționalități în integrări) care împiedică sistemul să funcționeze conform specificațiilor inițiale.
- Legătură cu garanția
  - În mod obișnuit, garanția acoperă defectele sau erorile care provin din implementarea originală (adică existau la momentul livrării/prodecturii).
  - Dacă se constată că bug-ul era inerent codului sursă de la bun început (sau e cauzat de o specificație neimplementată corect), remedierea intră sub incidența garanției (fără cost suplimentar pentru client).
  - Dacă problema apare din factori externi (de pildă, schimbări neanunțate la sistemele terțe cu care se face integrarea, intervenții neautorizate în cod, folosire în afara condițiilor specificate etc.), furnizorul poate factura separat intervenția.
- Exemple
  - Bug într-o funcționalitate livrată (de ex., rapoartele nu afișează datele corecte din baza de date deși cerința era clară și acceptată).
  - Neconformități în integrare (de ex., un serviciu REST implementat greșit care nu trimite parametrii conform specificației inițiale).

#### 2. Mentenanța Preventivă (Preventive Maintenance)
- Ce înseamnă
  - Acțiuni proactive și planificate menite să mențină stabilitatea, securitatea și performanța sistemului în timp.
  - Include instalarea de patch-uri de securitate, actualizări periodice (update de versiune framework, biblioteci software), monitorizare continuă a performanțelor, audit de securitate, testare regulată pentru a detecta potențiale vulnerabilități etc.
- Legătură cu garanția
  - În general, garanția standard nu acoperă costurile pentru mentenanța preventivă, pentru că acestea sunt servicii continue, nelegate direct de erori de implementare existente la livrare.
  - Uneori, contractele pot să includă un pachet de service-level agreement (SLA) care să acopere parțial sau integral mentenanța preventivă (de exemplu, un contract lunar/anual care include update-uri de securitate).
- Exemple
  - Update-uri de securitate (patch-uri pentru framework-ul pe care e construită aplicația).
  - Monitorizare și optimizare a performanței bazei de date pentru a evita blocaje viitoare.
  - Teste periodice de penetrare (penetration testing) pentru a preîntâmpina breșele de securitate.

#### 3. Mentenanța Evolutivă (Evolutionary/Adaptive Maintenance)
- Ce înseamnă
  - Adaptarea, extinderea sau optimizarea sistemului dincolo de cerințele și specificațiile inițiale.
  - Presupune adăugarea de noi funcționalități, optimizarea arhitecturii pentru creșterea performanței/scalabilității, integrarea cu alte servicii noi, migrarea pe noi tehnologii etc.
- Legătură cu garanția
  - Practic, toate aceste intervenții depășesc scopul garanției inițiale (care acoperă doar conformitatea cu specificațiile din caietul de sarcini).
  - Ele se facturează separat, fie sub formă de proiect nou (extindere), fie printr-un abonament de mentenanță evolutivă, dacă există un astfel de serviciu.
- Exemple
  - Adăugarea unui modul nou (ex. raportare BI, integrări cu un sistem ERP suplimentar, funcționalități mobile).
  - Rearhitecturarea aplicației pentru a susține un număr mai mare de utilizatori simultan (scalabilitate verticală/orizontală).
  - Implementarea unui mecanism de High Availability (HA) sau Disaster Recovery (DR), dacă inițial sistemul nu a fost proiectat cu astfel de cerințe la livrare.

#### Securitate, Calitate/Performanță, Scalabilitate, HA/DR – Unde se încadrează?
1.      Patch-uri și update-uri de securitate
- Intră în categoria de mentenanță preventivă (menite să prevenim viitoare vulnerabilități, să menținem conformitatea cu standardele de securitate).
- Nu sunt de regulă acoperite de garanție (decât dacă ai un contract care prevede explicit acest lucru).

2.      Îmbunătățiri de performanță sau scalabilitate
- Dacă aplicația nu funcționează la parametrii de performanță promiși din specificații (și e un defect de implementare), atunci intră la mentenanță corectivă și e acoperită de garanție.
- Dacă, însă, se dorește o creștere semnificativă a performanței peste ceea ce era prevăzut inițial (adică o nouă cerință sau o cerință adaptată unor noi volume de date), devine mentenanță evolutivă.

3.      Soluții de High Availability (HA) și Disaster Recovery (DR)
- Dacă nu au fost specificate clar în cerințele inițiale (caiet de sarcini) și se doresc ulterior, vor fi încadrate la mentenanță evolutivă.
- Dacă, în schimb, au fost incluse încă de la început în specificație, iar funcționarea lor prezintă erori, atunci rezolvarea bug-urilor e considerată mentenanță corectivă.

4.      Integrarea cu sisteme terțe
- Dacă integrarea a fost parte din cerințele inițiale și nu funcționează conform așteptărilor, corecțiile se acoperă prin mentenanță  corectivă (și pot fi acoperite de garanție).
- Dacă ulterior apar noi versiuni ale sistemelor terțe, cu API-uri schimbate radical, iar adaptarea e substanțială, aceasta devine de regulă mentenanță evolutivă (fiind ceva ce depășește implementarea inițială).

#### Cine plătește și când?
- Corectivă (bug fix) → dacă bug-ul vine din implementarea inițială, e în garanție ⇒ fără cost suplimentar pentru     client.
- Preventivă (upgrades, patch-uri, monitorizări) → de obicei e în garanție ⇒ de obicei fără cost suplimentar (contract SLA, abonament, pachet de suport, parte din contract).
- Evolutivă (noi funcționalități, optimizări substanțiale, HA/DR, integrări noi) → în afara garanției ⇒ cost suplimentar (proiect separat pe implementare cu furnizare preț pe expert sau abonament de mentenanță evolutivă).

#### Concluzie Generală
1. Garanția acoperă doar erorile și neconformitățile existente la momentul livrării, conform specificațiilor inițiale.
2. Mentenanța preventivă (patch-uri, audituri, update-uri periodice) se face în mod uzual contra cost (dacă nu a fost inclusă explicit într-un pachet contractual).
3. Mentenanța evolutivă (implementarea de funcționalități noi, upgrade major de performanță, HA/DR) este în mod cert în afara garanției și se face contra cost, fiind vorba de dezvoltări/adaptări ulterioare.

Într-un sistem informatic fără hardware, aceste principii rămân valabile: costurile în perioada de garanție apar, în principal, dacă se solicită servicii de întreținere preventivă sau evolutivă, care, în majoritatea cazurilor, nu sunt acoperite de garanție.

## Analiza Markov
Analiza Markov este o metodă de analiză adaptată pentru evaluarea structurilor complexe ale sistemelor și strategiilor complexe de mentenanță și reparații. Sistemele abordabile prin teoria proceselor Markov sunt cele supuse activităților de mentenanță, la care este posibilă menținerea în timp a parametrilor și  care au capacitatea de restabilire/restaurare a acestora. Un asemenea concept presupune ca sistemul să fie astfel conceput încât să permită diagnosticarea, repararea și întreținerea eficientă, cu intervenții din afara lui.
Metoda se bazează pe teoria lanțurilor Markov. În principiu, probabilitățile elementelor sistemului (componente, subsisteme) cu mai multe stări, de a se găsi într-o stare (funcțională) dată sau de a se produce evenimente (defectare, restabilire) la anumite momente sau intervale de timp se evaluează cu ajutorul unor modele matematice. Inițial, toate stările  care prezintă interes trebuie definite împreună cu probabilitățile de tranziție de la o stare la alta a procesului ( rate de defectare, sau de reparare a componentelor, cicluri de evenimente etc.). În cazul sistemelor supuse mentenanței, stările demne de atenție sunt stări de funcționare, respectiv stări de defectare. Este necesar să se accepte ipoteza că nivelurile de tranziție (rate de defectare, cicluri de evenimente) sunt constante, adică sunt independente de timp sau de evenimente anterioare. Așadar,  starea de defectare a unei componente a sistemului este independentă de starea celorlalte componente. Restaurarea unui element al sistemului este independentă de starea celorlalte elemente.
Analiza calitativă implică determinarea tuturor stărilor posibile ale sistemului, reprezentate de preferință printr-o diagramă de tranziție. În acest scop se poate recurge la tehnica tabelelor de adevăr. Probabilitățile de tranziție de la o stare la alta și conexiunile dintre stările sistemului, reprezentate în diagrama de tranziție, permit constituirea diagramei de tranziție dorite (modelul matematic), în scopul calculului fiabilității sistemului. Analiza Markov este utilă și pentru calculul mărimilor de disponibilitate ale sistemului.